# Markus Ketola
Markus Ketola (* 25. April 1968) ist ein finnischer Jazzmusiker (Schlagzeug, Komposition)
Ketola, der zusätzlich zu seinem Hauptinstrument auch Klavier und klassisches Schlagwerk studierte, arbeitete zunächst auf unterschiedlichen Feldern, bevor er sich auf die Tätigkeit als Jazzmusiker konzentrieren konnte. Ab 1886 war er Theatermusiker in Kokkola. 1993 wurde er Mitglied des UMO Jazz Orchestra, noch während seines Master-Studiums an der Sibelius-Akademie in Helsinki, das er 1998 abschloss (Promotion 2007). 
Das Debütalbum seines Ensembles Tila wurde 1998 von der Zeitung Helsingin Sanomat zum „Album des Jahres“ erklärt. Er komponierte auch für das UMO Jazz Orchestra und Auftragswerke für die Europäische Rundfunkunion und den Finnischen Rundfunk Yleisradio. Das finnische Radiosinfonieorchester führte seine Komposition Puhdas päämäärä 2005 auf. Weiterhin spielte er in der experimentellen Cross-Over-Band Free Okapi und führte mit dem Kerava Quartet Eero Hämeenniemis Komposition für Streichquartett und Schlagzeug auf. Als Schlagzeuger wirkte er auch in der EBU Big Band, der NDR Bigband, der Bohuslån Big Band und der Norrbotten Big Band, als sie von Tim Hagans geleitet wurde. Auch begleitete er die Akkordeonistin Maria Kalaniemi (Ahma), Verneri Pohjola (Agatha) und ebenso Eero Hämeenniemi in dessen Band Nada, wo er südindische Rhythmen beisteuert.

## Preise und Auszeichnungen
Ketola erhielt 1999 für sein Album Tila einen finnischen Jazz-Emma. 2012 wurde ihm auf dem Finnischen Jazz Festival in Joensuu der Yrjö-Preis verliehen.

## Diskographische Hinweise
- Tila (Lake End, 1998)
- Nada: Twins (1999)
- Nyt! Ensemble: Nature Poems (2002)
- Markus Ketola feat. UMO: Jatkumo (Lake End, 2003)
- Kerava Quartet (2005)
- UMO Jazz Orchestra UMO on UMO (2009)